# Coupe des Villes féminine de handball 1996-1997
Navigation
Coupe des Villes 1995-1996 Coupe des Villes 1997-1998
La coupe des Villes 1996-1997 est la 4e édition de la coupe des Villes féminine de handball, compétition créée en 1993.
La compétition est remportée par le club allemand du Francfort HC, vainqueur en finale des Danoises du Ikast FS.

## Formule
La coupe des Villes, a priori la moins réputée des différentes compétitions européennes, est également appelée C4. 
L’épreuve oppose vingt-huit équipes sous la forme d'un tournoi à élimination directe en matchs aller-retour.

## Résultats

### Tour préliminaire
Vingt-quatre équipes participent à ce premier tour :
| Date aller      | Club                     | Aller   | Total   | Retour  | Club              | Date retour     |
| --------------- | ------------------------ | ------- | ------- | ------- | ----------------- | --------------- |
| 12 octobre 1996 | Zaglebie Lubin           | 21 - 17 | 40 - 35 | 21 - 11 | Sağlık Kastamonu  | 13 octobre 1996 |
| 12 octobre 1996 | Admira Landhaus Vienne   | 22 - 25 | 39 - 54 | 17 - 29 | Halita Bakou      | 13 octobre 1996 |
| 12 octobre 1996 | ŽRK Velenje (en)         | 20 - 24 | 33 - 42 | 13 - 18 | Stade béthunois   | 19 octobre 1996 |
| 12 octobre 1996 | ŽRK Radnički Belgrade    | 26 - 16 | 50 - 41 | 24 - 25 | Kometal GP Skopje | 19 octobre 1996 |
| 12 octobre 1996 | Latsia Nicosie           | 8 - 24  | 14 - 61 | 6 - 37  | HV Arena Hechtel  | 19 octobre 1996 |
| 13 octobre 1996 | RK Krajina Cazin         | 7 - 50  | 16 - 96 | 9 - 46  | Ikast FS          | 15 octobre 1996 |
| 13 octobre 1996 | ŽRK Zrinski Čakovec (de) | 29 - 15 | 49 - 31 | 20 - 16 | Fileni Cingoli    | 19 octobre 1996 |
| 13 octobre 1996 | HC SCP Banská Bystrica   | 31 - 21 | 52 - 45 | 21 - 24 | CB Elda Prestigio | 19 octobre 1996 |
| 13 octobre 1996 | AS Fílippos Véria        | 18 - 17 | 35 - 40 | 17 - 23 | Karpaty Oujhorod  | 20 octobre 1996 |
| 18 octobre 1996 | Sp. Shogun Choumen       | 13 - 36 | 30 - 61 | 17 - 25 | Francfort HC      | 20 octobre 1996 |
| 18 octobre 1996 | Drut Beliniche           | 18 - 32 | 30 - 68 | 12 - 36 | Győri Keks ETO    | 20 octobre 1996 |
| 19 octobre 1996 | Ula Varena               | 26 - 30 | 48 - 50 | 22 - 20 | TV Uster          | 20 octobre 1996 |

### Huitièmes de finale
En plus des douze équipes qualifiées lors du tour préliminaire, quatre équipes sont directement qualifiées pour les huitièmes de finale : le IK Junkeren Bodø, le Kouban Krasnodar, le Rapid Bucarest et le Silcotub Zalău.
| Date aller       | Club             | Aller   | Total   | Retour  | Club                     | Date retour      |
| ---------------- | ---------------- | ------- | ------- | ------- | ------------------------ | ---------------- |
| 9 novembre 1996  | Silcotub Zalău   | 20 - 12 | 45 - 33 | 25 - 21 | ŽRK Zrinski Čakovec (de) | 16 novembre 1996 |
| 9 novembre 1996  | Stade béthunois  | 25 - 19 | 47 - 44 | 22 - 25 | Zaglebie Lubin           | 16 novembre 1996 |
| 9 novembre 1996  | Rapid Bucarest   | 27 - 18 | 50 - 41 | 23 - 23 | TV Uster                 | 16 novembre 1996 |
| 9 novembre 1996  | IK Junkeren Bodø | 30 - 16 | 58 - 35 | 28 - 19 | Halita Bakou             | 10 novembre 1996 |
| 10 novembre 1996 | Győri Keks ETO   | 33 - 26 | 61 - 55 | 28 - 29 | HC SCP Banská Bystrica   | 16 novembre 1996 |
| 10 novembre 1996 | Ikast FS         | 24 - 14 | 41 - 32 | 17 - 18 | Karpaty Oujhorod         | 17 novembre 1996 |
| 15 novembre 1996 | Francfort HC     | 26 - 17 | 57 - 35 | 31 - 18 | ŽRK Radnički Belgrade    | 16 novembre 1996 |
| 15 novembre 1996 | Kouban Krasnodar | 35 - 11 | 67 - 25 | 32 - 14 | HV Arena Hechtel         | 17 novembre 1996 |

### Quarts de finale
| Date aller     | Club             | Aller   | Total   | Retour  | Club             | Date retour     |
| -------------- | ---------------- | ------- | ------- | ------- | ---------------- | --------------- |
| 8 février 1997 | Silcotub Zalău   | 26 - 19 | 46 - 37 | 20 - 18 | Stade béthunois  | 9 février 1997  |
| 8 février 1997 | Francfort HC     | 26 - 18 | 49 - 47 | 23 - 29 | Győri Keks ETO   | 15 février 1997 |
| 8 février 1997 | Ikast FS         | 28 - 18 | 52 - 36 | 24 - 18 | Rapid Bucarest   | 16 février 1997 |
| 8 février 1997 | IK Junkeren Bodø | 24 - 21 | 44 - 43 | 20 - 22 | Kouban Krasnodar | 16 février 1997 |

### Demi-finales
| Date aller   | Club             | Aller   | Total   | Retour  | Club         | Date retour  |
| ------------ | ---------------- | ------- | ------- | ------- | ------------ | ------------ |
| 29 mars 1997 | IK Junkeren Bodø | 26 - 27 | 49 - 55 | 23 - 28 | Francfort HC | 6 avril 1997 |
| 30 mars 1997 | Silcotub Zalău   | 24 - 21 | 47 - 50 | 23 - 29 | Ikast FS     | 5 avril 1997 |

### Finale
| Date aller | Club     | Aller   | Total   | Retour  | Club         | Date retour |
| ---------- | -------- | ------- | ------- | ------- | ------------ | ----------- |
| 3 mai 1997 | Ikast FS | 25 - 29 | 49 - 55 | 24 - 26 | Francfort HC | 9 mai 1997  |

## Les championnes d'Europe
| Championne d'Europe Coupe Challenge 1997 Francfort HC 1er titre |